# ریوتا ایشیکاوا
ریوتا ایشیکاوا (انگلیسی: Ryuta Ishikawa؛ زادهٔ ۱۵ فوریهٔ ۱۹۹۹) بازیکن فوتبال اهل ژاپن است.